# Connah’s Quay
Connah’s Quay (wal. Cei Connah) – miasto w północno-wschodniej Walii, w hrabstwie Flintshire, położone nad rzeką Dee, blisko granicy angielskiej, część konurbacji Deeside. W 2011 roku liczyło 16 774 mieszkańców.
W przeszłości funkcjonował tu port morski, zlokalizowany nad wykopanym w XVIII wieku nowym korytem rzeki Dee. Miejscowość początkowo nazwana New Quay („nowe nabrzeże”), wkrótce przemianowana została na Connah’s Quay, prawdopodobnie od imienia właściciela portowego pubu. W XIX wieku rozwinęło się tu szkutnictwo. Wówczas też wybudowana została linia kolejowa do miasta Buckley, skąd przez tutejszy port wywożone były produkowane tam ceramika i węgiel. W 1844 roku Connah’s Quay liczyło 1422 mieszkańców.
W latach 60. XX wieku port zamknięto, na co wpływ miało m.in. zamulenie rzeki, jak i likwidacja prowadzącej do niego linii kolejowej. Współcześnie miasto jest ośrodkiem przemysłowym. Znajduje się tu m.in. huta stali i elektrownia.